# Sjeikdom Maflahi
Sjeikdom Maflahi was een staat in het Britse Protectoraat Aden. De laatste sjeikh, Kassim Abdulrahaman Al-Muflihi, werd in 1967 afgezet bij de oprichting van de Democratische Volksrepubliek Jemen (Zuid-Jemen) en het gebied maakt nu deel uit van de Republiek Jemen.

## Geschiedenis
Maflahi was oorspronkelijk een van de vijf sjeikdoms van Opper-Jaffa, maar sloot zich aan bij de Federatie van Zuid-Arabische Emiraten en haar opvolger, de Zuid-Arabische Federatie, als een aparte staat.
Hoewel de meeste leden van de familie Al Muflahi nog steeds in Jemen wonen, migreerden sommige familieleden begin jaren 60 naar de Golfstaten door zich te vestigen in landen als Saoedi-Arabië, Koeweit, de Verenigde Arabische Emiraten en Qatar. Onlangs zijn velen ook naar westerse landen verhuisd, waaronder het Verenigd Koninkrijk in gebieden als Birmingham en de Verenigde Staten van Amerika; in laatstgenoemde wonen ze voornamelijk in het gebied Metro Detroit.